# SS Doric (1922)
SS Doric foi um transatlântico britânico operado pela companhia White Star Line.

## História
Doric foi construído pelos estaleiros da Harland and Wolff, em Belfast, e seu lançamento ao mar ocorreu em 1922. Sua capacidade de passageiros era de 600 de primeira classe e 1.700 de terceira classe, com uma tripulação de 350 pessoas. A viagem inaugural do navio ocorreu no dia 8 de junho de 1923, navegando de Liverpool a Montreal, no Canadá.
Vários cartões postais e fotos do Doric estão disponíveis. A maioria das fotos e documentos referem-se ao SS Doric, no entanto, um cartão-postal de 1923 mostra um navio intitulado de RMS Doric. Isto sugere que Doric utilizou o prefixo Royal Mail Ship durante ou antes de setembro de 1923.
Acredita-se que Doric serviu a rota de Liverpool, Quebec e Montreal de 1923 a 1932. De 1933 até seu fim, em 1935, ele foi utilizado apenas como navio de cruzeiro. Ele operou em Liverpool até 1934, quando ele foi transferido para a Cunard White Star Line Ltd durante a fusão entre a White Star Line e Cunard Line. Ele foi o segundo navio da White Star Line a ser nomeado de Doric, um outro navio construído em 1883 também portou este nome.

## Destino
No dia 5 de setembro de 1935, Dóric colidiu com o navio francês Formigny, ao largo do Cabo Finisterra. Após a colisão ele teve reparos de emergência em Vigo, Espanha. No entanto, após Doric retornar à Inglaterra, os danos foram determinados como perda total, sendo posteriormente demolido em novembro do mesmo ano no estaleiro Cashmores shipbreaker em Newport, Monmouthshire.